# Radijator
Radijator (njem. Radiator, prema lat. radiatio: zračenje, sjaj) ili člankasto grijalo je grijaće tijelo za grijanje prostorija sastavljen od uskih šupljih rebara od sivoga lijeva, čelika ili aluminija. Može biti samostalna električna ili plinska grijalica, ali se najčešće koristi kao izmjenjivač topline u sustavu centralnoga grijanja, gdje se napaja toplom vodom ili vodenom parom što se dovodi iz parnog kotla cijevima, a nakon predaje topline vraća u kotao prirodnom ili prisilnom cirkulacijom. Toplina zagrijanog medija predaje se pretežito konvekcijom (toplinsko strujanje) okolnomu zraku, koji struji po stijenkama rebara radijatora. Razmjerno velika ogrjevna površina u odnosu na prostor što ga zauzima omogućuje brzo i učinkovito zagrijavanje prostorija. Pojam se koristi i za uređaje za hlađenje.

## Objašnjenje
Radijatori ili člankasta grijala sastoje se od članaka iste veličine od lijevanog željeza ili čeličnog lima (posebne izvedbe i od aluminija). Nizanjem više članaka i spajanjem u grupe dobivaju se radijatori tražene površine. Pojedini članci spajaju se pomoću nazuvica s desnolijevim narezom promjera 1 1/4" i brtvom od posebnog materijala. Radijatori od lijevanog željeza mogu se upotrebljavati za grijanje toplom vodom, visokotlačnom vrelom vodom, za grijanje vodenom parom niskog tlaka. Čelični i aluminijski radijatori dolaze u obzir samo za toplovodno grijanje s temperaturom nižom od 100 °C. Specifično odavanje topline radijatora smanjuje se, za razliku od pločastog grijala, povećanjem visine i dubine radijatora. 
S termotehničkog gledišta najpovoljniji je smještaj grijala ispod prozora kako bi se smanjio nelagodan utjecaj prodora hladnog zraka kroz reške prozora.

## Uljni radijator ili radijatorska peć
Uljni radijatori ili radijatorske peći imaju okućje slično radijatorima za centralno grijanje, a ugrađeni su i kotači kako bi se mogle premještati iz jedne prostorije u drugu. U njihova okućja ugrađeni su cijevni grijači snage od 1,5 do 2,5 kW, koji se mogu uklopiti djelomično ili u cjelini s pomoću preklopnika. Okućje je napunjeno uljem ili vodom. Prednost se daje ulju jer zbog više točke vrenja može spremiti (akumulirati) više topline i manje se isparava. Stalnu unaprijed namještenu temperaturu održava termostat. Takve peći prenose 20% topline zračenjem a 80% konvekcijom. 
Ponekad se takvi grijači ugrađuju u posebno za tu svrhu prilagođene radijatore postojećeg centralnog grijanja i služe za dodatno grijanje, prvenstveno u prelaznom razdoblju.

## Vanjske poveznice
|  | Zajednički poslužitelj ima još gradiva o temi Radijator |